# Regimentul 61 Infanterie (1916-1918)
Regimentul 61 Infanterie a fost o unitate de nivel tactic din rezerva armatei permanente care s-a constituit la 14/27 august 1916, prin mobilizarea unităților și subunităților de infanterie din cercul de recrutare Ilfov, din cadrul Comandamentului II Teritorial.:p. 69 Regimentul a făcut parte din organica Brigăzii 34 Infanterie. La intrarea în război, Regimentul 61 Infanterie a fost comandat de colonelul Ștefan Ștefănescu. Regimentul 61 Infanterie a participat la acțiunile militare pe frontul românesc, pe toată perioada războiului, între 14/27 august 1916 - 28 ocotmbrie/11 noiembrie 1918.